# Tomasz Kloc
Tomasz Kloc (ur. 1972) – prezes Stowarzyszenia Rannych i Poszkodowanych w Misjach Poza Granicami Kraju, starszy chorąży sztabowy w stanie spoczynku, jeden z grona pierwszych trzech weteranów odznaczonych wojskową odznaką „Za Rany i Kontuzje”, kawaler Orderu Krzyża Wojskowego.

## Życiorys
Ukończył technikum budowlane o specjalności technika budowy dróg i mostów.
Były saper Wojska Polskiego. Ukończył Szkołę Chorążych Wojsk Inżynieryjnych w Brzegu. W roku 1995 rozpoczął zawodową służbę wojskową w 5 Brygadzie Saperów w Podjuchach. Był dowódcą plutonu 5 pułku inżynieryjnego w kompanii rozminowania. Uczestnik PKW Liban (1999). Od 2000 roku służył w 12 Brygadzie Zmechanizowanej jako saper-instruktor.
Uczestnik I zmiany PKW Irak (2003). 12 grudnia 2003 roku o godz. 7.50 czasu warszawskiego w odległości 4 km od miejscowości Al-Mahawil w Iraku, polski patrol rozminowania składający się z 18 żołnierzy zaatakowany został przez nieznanych sprawców przy użyciu prawdopodobnie zdalnie odpalonej miny. W wyniku eksplozji dowodzący patrolem chor. Tomasz Kloc doznał ciężkiej rany podudzia z krwotokiem – ma uszkodzony nerw udowy powodujący przykurcze, dodatkowo cierpi na niedowład prawej ręki. Orzeczono 70% trwałego uszczerbku na zdrowiu. Po leczeniu w Wojskowym Instytucie Medycznym został z dniem 31 marca 2005 roku zwolniony z zawodowej służby wojskowej i przeniesiony w stan spoczynku w stopniu młodszego chorążego sztabowego.
W cywilu ukończył studia na kierunku „bezpieczeństwo publiczne” i zdobył tytuł magistra socjologii.
Jest współzałożycielem Stowarzyszenia Rannych i Poszkodowanych w Misjach Poza Granicami Kraju. Obecnie pełni funkcję prezesa Zarządu Głównego.
Od marca 2013 roku jest pracownikiem cywilnym wojska w 12 BZ na stanowisku starszego referenta do spraw rannych i poszkodowanych.
1 stycznia 2014 roku na podstawie zapisów art. 12. ustawy z dnia 11 października 2013 roku o zmianie ustawy o służbie wojskowej żołnierzy zawodowych oraz niektórych innych ustaw został awansowany na stopień starszego chorążego sztabowego.

## Odznaczenia
- Wojskowa odznaka „Za Rany i Kontuzje” – 2012[3]
- Krzyż Kawalerski Orderu Krzyża Wojskowego – 2010[4][5]
- Gwiazda Iraku – 2011[6][7]
- Odznaka honorowa „Husarz Polski” (nr 44) – 2007[8]
- Medal „Milito Pro Christo” – 2015[9][10]
- Odznaka „Weteran Wojenny” – Słowacja, 2013[11][12]
- Medal ONZ za misję UNIFIL – 2000